# Arnaud Démare
Arnaud Démare (Beauvais, 26 agosto 1991) è un ciclista su strada francese che corre per il team Arkéa-B&B Hotels.
Velocista, nel 2011 si è aggiudicato la prova in linea Under-23 dei campionati del mondo di Copenaghen. Professionista dal 2012, in carriera ha vinto un'edizione della Milano-Sanremo (nel 2016) e due della Parigi-Tours (nel 2021 e 2022), oltre a tre titoli nazionali in linea (nel 2014, 2017 e 2020), due tappe al Tour de France e otto al Giro d'Italia, risultando il ciclista francese più vincente nella Corsa Rosa.

## Carriera
Originario della Piccardia, comincia a gareggiare all'età di sei anni, su suggerimento dall'ex pro Hervé Boussard, con il Cyclo Club de Formerie. Nel 2008 debutta nella categoria Juniores, mentre l'anno dopo ottiene l'argento mondiale in linea ai campionati del mondo di categoria svoltisi a Mosca. Nel 2010 passa tra i dilettanti Under-23 con la divisa del Cyclo Club de Nogent-sur-Oise: in quella stagione ottiene il terzo posto ai campionati europei di Ankara e il quinto posto nella prova iridata Under-23 ai Mondiali di Melbourne.
Nel 2011 consegue numerosi successi in corse del calendario nazionale e internazionale Under-23; si aggiudica anche La Côte Picarde e due tappe della Coupe des Nations Ville de Saguenay, competizioni entrambe valide per la Coppa delle Nazioni UCI. In settembre, sulle strade di Copenaghen, si laurea infine campione del mondo in linea Under-23, battendo in volata il connazionale Adrien Petit e il britannico Andrew Fenn. Nell'estate 2011 aveva intanto sottoscritto un contratto professionistico con il team FDJ valido a partire dalla stagione 2012 e già a partire dal 1º agosto aveva debuttato come stagista tra le file della formazione di Marc Madiot.
Nel 2012, al primo anno tra i professionisti proprio con la FDJ-BigMat, ottiene subito la prima vittoria nella massima categoria nell'ultima tappa del Tour of Qatar. La serie di successi prosegue a Le Samyn, in una frazione della Tre Giorni delle Fiandre Occidentali, nella Cholet-Pays de Loire, in una tappa della Route du Sud e infine nella prestigiosa Classica di Amburgo, gara del calendario World Tour, dove sopravanza il forte tedesco André Greipel. Durante l'annata partecipa inoltre al Giro d'Italia, risultando il più giovane ciclista in gara, e alla prova in linea dei Giochi olimpici di Londra.
Affermatosi ormai come uno dei migliori velocisti dell'epoca moderna, in seguito alle nove vittorie del 2013, alle quindici del 2014 (tra cui il titolo nazionale in linea) e alle due del 2015, nel 2016 di Démare spicca, fra i cinque successi totali, la Milano-Sanremo, vinta in volata malgrado fosse rimasto attardato all'inizio della penultima ascesa della Cipressa: è il suo primo successo in una classica monumento.
Nel 2017, pochi giorni dopo essersi laureato campione nazionale in linea per la seconda volta in carriera, prende parte al Tour de France, vincendo la quarta tappa sull'arrivo di Vittel: nella nona frazione tuttavia il francese arriva al traguardo fuori tempo massimo, venendo così escluso dalla corsa. Termina la stagione con dieci vittorie all'attivo, l'ultima alla Brussels Cycling Classic di inizio settembre.
La stagione 2018 inizia con la vittoria nella tappa inaugurale della Parigi-Nizza e con diversi piazzamenti, tra cui i due importanti terzi posti alla Milano-Sanremo e alla Gand-Wevelgem. In vista del Tour de France, a metà giugno si aggiudica la tappa conclusiva del Giro di Svizzera; alla Grande Boucle ottiene la vittoria di tappa a Pau, oltre ad altre tre terze piazze e alla terza posizione nella classifica a punti finale. Successivamente porta a nove le affermazioni totali dell'annata vincendo tutte e cinque le tappe, e di conseguenza anche la classifica generale, del Tour du Poitou-Charentes: il francese diventa così il secondo corridore, dopo l'italiano Alessandro Petacchi al Giro della Bassa Sassonia 2006, a realizzare questo filotto in una corsa europea.

## Palmarès

### Strada
- 2008 (Juniores)

1ª tappa Tour de l'Abitibi International (Preissac > Val-d'Or)
4ª tappa Coupe des Nations Abitibi (Senneterre > Val-d'Or)
- 2009 (Juniores)

3ª tappa Kroz Istru (Rabac > Pula)
- 2010 (Cyclo Club de Nogent-sur-Oise)

4ª tappa Coupe des Nations Ville de Saguenay (Chicoutimi > Chicoutimi)
Grand Prix de la ville de Pérenchies
3ª tappa Tour de Moselle (Basse-Ham > Basse-Ham)
- 2011 (Cyclo Club de Nogent-sur-Oise)

Boucles Catalanes
La Tramontane
Vienne Classic Espoirs
La Côte Picarde
1ª tappa Coupe des Nations Ville de Saguenay (Jonquière > Jonquière)
4ª tappa Coupe des Nations Ville de Saguenay (Chicoutimi > Chicoutimi)
1ª tappa Tour des Cantons Mareuil et Verteillac (Champeau-en-Morvan > Mareuil)
Classifica generale Tour des Cantons Mareuil et Verteillac
GP de Pont-à-Marcq-La Ronde Pévèloise
3ª tappa Tour Alsace (Colmar > Carspach)
1ª tappa Trophée de la Porte Océane (Fécamp > Caudebec-lès-Elbeuf)
2ª tappa Trophée de la Porte Océane (Canteleu > Yvetot)
3ª tappa Tour de Moselle (Basse-Ham > Basse-Ham)
Campionati del mondo, Prova in linea Under-23
- 2012 (FDJ-BigMat, sei vittorie)

6ª tappa Tour of Qatar (Sealine Beach Resort > Doha Corniche)
Le Samyn
2ª tappa Tre Giorni delle Fiandre Occidentali (Nieuwpoort > Ichtegem)
Cholet-Pays de Loire
2ª tappa Route du Sud (Castres > Saint-Michel)
Classica di Amburgo
- 2013 (FDJ.fr, nove vittorie)

Grand Prix de Denain
1ª tappa Quattro Giorni di Dunkerque (Dunkerque > Courrières)
2ª tappa Quattro Giorni di Dunkerque (Lewarde > Douchy-les-Mines)
3ª tappa Quattro Giorni di Dunkerque (Oignies > Liévin)
Classifica generale Quattro Giorni di Dunkerque
4ª tappa Giro di Svizzera (Innertkirchen > Buochs)
RideLondon - Surrey Classic
2ª tappa Eneco Tour (Ardooie > Forest)
Grand Prix d'Isbergues
- 2014 (FDJ.fr, quindici vittorie)

6ª tappa Tour of Qatar (Sealine Beach Resort > Doha Corniche)
1ª tappa Quattro Giorni di Dunkerque (Dunkerque > Coudekerque-Branche)
2ª tappa Quattro Giorni di Dunkerque (Hazebrouck > Orchies)
Classifica generale Quattro Giorni di Dunkerque
2ª tappa Tour de Picardie (Mouy > Beaurieux-Chemin des Dames)
3ª tappa Tour de Picardie (Cap'Aisne-Chamouille > Bray-sur-Somme)
Classifica generale Tour de Picardie
Halle-Ingooigem
Campionati francesi, Prova in linea
Kampioenschap van Vlaanderen
Grand Prix d'Isbergues
1ª tappa Eurométropole Tour (La Louvière > Courtrai)
2ª tappa Eurométropole Tour (Estaimbourg > Nieuwpoort)
4ª tappa Eurométropole Tour (Mons > Tournai)
Classifica generale Eurométropole Tour
- 2015 (FDJ, due vittorie)

2ª tappa Giro del Belgio (Knokke-Heist > Herzele)
3ª tappa Giro del Belgio (Lacs de l'Eau d'Heure > Lacs de l'Eau d'Heure)
- 2016 (FDJ, cinque vittorie)

2ª tappa La Méditerranéenne (Banyuls-sur-Mer > Port-Vendres)
1ª tappa Parigi-Nizza (Condé-sur-Vesgre > Vendôme)
Milano-Sanremo
5ª tappa Route du Sud (Gers > Astarac Arros en Gascogne)
Binche-Chimay-Binche
- 2017 (FDJ, dieci vittorie)

1ª tappa Étoile de Bessèges (Bellegarde > Beaucaire)
4ª tappa Étoile de Bessèges (Chusclan > Laudun-l'Ardoise)
1ª tappa Parigi-Nizza (Bois-d'Arcy > Bois-d'Arcy)
Grand Prix de Denain
2ª tappa Quattro Giorni di Dunkerque (San Quintino > San Quintino)
2ª tappa Giro del Delfinato (Saint-Chamond > Arlanc)
Halle-Ingooigem
Campionati francesi, Prova in linea
4ª tappa Tour de France (Mondorf-les-Bains > Vittel)
Brussels Cycling Classic
- 2018 (FDJ/Groupama-FDJ, nove vittorie)

1ª tappa Parigi-Nizza (Chatou > Meudon)
8ª tappa Giro di Svizzera (Bellinzona > Bellinzona)
18ª tappa Tour de France (Trie-sur-Baïse > Pau)
1ª tappa Tour du Poitou-Charentes (Jonzac > Cognac)
2ª tappa Tour du Poitou-Charentes (Segonzac > Melle)
3ª tappa Tour du Poitou-Charentes (Gençay > Couhé)
4ª tappa Tour du Poitou-Charentes (Champagné-Saint-Hilaire > Couhé, cronometro)
5ª tappa Tour du Poitou-Charentes (Brioux-sur-Boutonne > Poitiers)
Classifica generale Tour du Poitou-Charentes
- 2019 (Groupama-FDJ, cinque vittorie)

10ª tappa Giro d'Italia (Ravenna > Modena)
2ª tappa Route d'Occitanie (Labruguière > Martres-Tolosane)
4ª tappa Route d'Occitanie (Gers > Astarac Arros en Gascogne)
4ª tappa Giro di Vallonia (Villers-le-Bouillet > Lierneux)
3ª tappa Okolo Slovenska (Ružomberok > Hlohovec)
- 2020 (Groupama-FDJ, quattordici vittorie)

Milano-Torino
2ª tappa Giro di Vallonia (Frasnes-lez-Anvaing > Wavre)
4ª tappa Giro di Vallonia (Blegny > Erezée)
Classifica generale Giro di Vallonia
Campionati francesi, Prova in linea
1ª tappa Tour du Poitou-Charentes (Montmoreau > Royan)
2ª tappa Tour du Poitou-Charentes (Royan > Échiré)
4ª tappa Tour du Poitou-Charentes (Thénezay > Poitiers)
Classifica generale Tour du Poitou-Charentes
2ª tappa Giro del Lussemburgo (Remich > Hesperange)
4ª tappa Giro d'Italia (Catania > Villafranca Tirrena)
6ª tappa Giro d'Italia (Castrovillari > Matera)
7ª tappa Giro d'Italia (Matera > Brindisi)
11ª tappa Giro d'Italia (Porto Sant'Elpidio > Rimini)
- 2021 (Groupama-FDJ, nove vittorie)

La Roue Tourangelle
2ª tappa Volta a la Comunitat Valenciana (Alicante > Alicante)
5ª tappa Volta a la Comunitat Valenciana (Paterna > Valencia)
2ª tappa Boucles de la Mayenne (Vaiges > Évron)
3ª tappa Boucles de la Mayenne (Saint-Berthevin > Craon)
4ª tappa Boucles de la Mayenne (Méral > Laval)
Classifica generale Boucles de la Mayenne
2ª tappa Route d'Occitanie (Villefranche-de-Rouergue > Auch)
Parigi-Tours
- 2022 (Groupama-FDJ, sette vittorie)

5ª tappa Giro d'Italia (Catania > Messina)
6ª tappa Giro d'Italia (Palmi > Scalea)
13ª tappa Giro d'Italia (Sanremo > Cuneo)
1ª tappa Route d'Occitanie (Séméac > L'Isle Jourdain)
7ª tappa Giro di Polonia (Valsir > Cracovia)
Grand Prix d'Isbergues
Parigi-Tours
- 2023 (Groupama-FDJ, due vittorie/Team Arkéa-Samsic, due vittorie)

3ª tappa Boucles de la Mayenne (Saint-Berthevin > Meslay-du-Maine)
Brussels Cycling Classic
Tour de Vendée
Parigi-Bourges
- 2024 (Arkéa-B&B Hotels, due vittorie)

4ª tappa Tour du Poitou-Charentes (Fontaine-le-Comte > Poitiers)
Parigi-Chauny

#### Altri successi
- 2008 (Juniores)

Classifica a punti Tour de l'Abitibi International
Classifica scalatori Le Trophee Centre Morbihan
- 2011 (Cyclo Club de Nogent-sur-Oise)

Classifica generale Coppa delle Nazioni Under-23
- 2012 (FDJ-BigMat)

Classifica a punti Tre Giorni delle Fiandre Occidentali
Critérium Jean-Renaux
- 2013 (FDJ.fr)

Classifica giovani Quattro Giorni di Dunkerque
Classifica a punti Quattro Giorni di Dunkerque
Critérium cycliste de Calais
Grote Prijs Beeckman-De Caluwé
- 2014 (FDJ.fr)

Ronde d'Aix-en-Provence
Classifica giovani Quattro Giorni di Dunkerque
Classifica a punti Quattro Giorni di Dunkerque
Classifica a punti Tour de Picardie
Critérium Guidon d'Or Hellemmois
Classifica giovani Eurométropole Tour
Classifica a punti Eurométropole Tour
- 2016 (FDJ)

1ª tappa La Méditerranéenne (Banyoles > Banyoles, cronosquadre)
Classifica a punti Route du Sud
- 2017 (FDJ)

Classifica a punti Giro del Delfinato
Maneblusser Na-Tour Criterium Mechelen
Critérium Jean-Renaux
- 2018 (FDJ/Groupama-FDJ)

Classifica a punti Tour du Poitou-Charentes
- 2019 (Groupama-FDJ)

Classifica a punti Route d'Occitanie
Critérium Jean-Renaux
Classifica a punti Okolo Slovenska
- 2020 (Groupama-FDJ)

Classifica a punti Giro di Vallonia
Classifica a punti Tour du Poitou-Charentes
Classifica a punti Giro d'Italia
- 2021 (Groupama-FDJ)

Classifica a punti Volta a la Comunitat Valenciana
Classifica a punti Boucles de la Mayenne
- 2022 (Groupama-FDJ)

Classifica a punti Giro d'Italia
Classifica a punti Giro di Polonia
Critérium Jean-Renaux
- 2023 (Groupama-FDJ)

Classifica a punti Boucles de la Mayenne
- 2024 (Arkéa-B&B Hotels)

Classifica a punti Tour du Poitou-Charentes

## Piazzamenti

### Grandi Giri
- Giro d'Italia

2012: ritirato (14ª tappa)
2016: ritirato (14ª tappa)
2019: 123º
2020: 121º
2022: 130º
- Tour de France

2014: 159º
2015: 138º
2017: fuori tempo massimo (9ª tappa)
2018: 141º
2021: fuori tempo massimo (9ª tappa)
2024: fuori tempo massimo (19ª tappa)
2025: 153º
- Vuelta a España

2021: 96º

### Classiche monumento
- Milano-Sanremo

2013: 129º
2014: 34º
2015: 127º
2016: vincitore
2017: 6º
2018: 3º
2019: 32º
2020: 24º
2021: 26°
2022: 10º
2023: 51º
2024: 43º
- Giro delle Fiandre

2013: 24º
2014: ritirato
2015: 23º
2016: ritirato
2017: 56º
2018: 15º
2019: 28º
2025: 58º
- Parigi-Roubaix

2013: 90º
2014: 12º
2015: 37º
2017: 6º
2018: 61º
2019: 17º
2021: 34º
2025: ritirato

### Competizioni mondiali
- Campionati del mondo

Mosca 2009 - In linea Juniores: 2º
Melbourne 2010 - In linea Under-23: 5º
Copenaghen 2011 - In linea Under-23: vincitore
Richmond 2015 - Cronosquadre: 11º
Richmond 2015 - In linea Elite: 38º
Doha 2016 - In linea Elite: ritirato
Fiandre 2021 - In linea Elite: 56º
- Giochi olimpici

Londra 2012 - In linea: 30º
- UCI World Tour/UCI World Ranking

UCI World Tour 2012: 60º
UCI World Tour 2013: 122º
UCI World Tour 2014: 67º
UCI World Tour 2015: 98º
UCI World Tour 2016: 25º
UCI World Tour 2017: 30º
UCI World Tour 2018: 21º
UCI World Ranking 2019: 84º
UCI World Ranking 2020: 9º
UCI World Ranking 2021: 51º
UCI World Ranking 2022: 14º
UCI World Ranking 2023: 76º
UCI World Ranking 2024: 202º

### Competizioni europee
- Campionati europei

Hooglede 2009 - In linea Juniores: 3º
Ankara 2010 - In linea Under-23: 3º
Alkmaar 2019 - In linea Elite: 9º
Plouay 2020 - In linea Elite: 2º
Monaco di Baviera 2022 - In linea Elite: 2º
Drenthe 2023 - In linea Elite: 73º
Limburgo 2024 - In linea Elite: 11º

## Riconoscimenti
- Vélo d'Or francese juniores nel 2009
- Vélo d'Or francese dilettanti nel 2010 e 2011